# Magdalena Skipper
Magdalena Skipper é a editora-chefe da revista Nature. Anteriormente, ela foi editora da Nature Reviews Genetics  e da revista de acesso aberto Nature Communications.

## Educação
Skipper recebeu seu diploma de bacharel em genética pela Universidade de Nottingham.  Ela completou seu doutorado em 1998 na Universidade de Cambridge, onde trabalhou no laboratório de Jonathan Hodgkin, estudando os sistemas de determinação do sexo no verme nematódeo Caenorhabditis elegans.  Ela foi membro do Corpus Christi College, em Cambridge.

## Carreira e pesquisa
Após concluir seu doutorado, Magdalena se juntou ao Laboratório de Biologia Molecular do Medical Research Council, em Cambridge.  Ela brevemente foi bolsista de pós-doutorado no Imperial Cancer Research Fund, onde trabalhou com a via de sinalização Notch no desenvolvimento do intestino do peixe-zebra.
Skipper começou a trabalhar na Nature em 2001, como Editora Associada da Nature Reviews Genetics .  Ela tem interesse em inovações no campo de publicações científicas.  Em 2002, ela se tornou editora-chefe da Nature Reviews Genetics, sendo promovida a editora associada em 2008.  Ela faz parte do Conselho Consultivo do Centro de Medicina Personalizada da Universidade de Oxford.  Skipper foi brevemente Diretora de Comunicações Científicas no Instituto Altius de Ciências Biomédicas, em Seattle.
Em 2018, trabalhou juntamente com a Nature e a empresa Estée Lauder para lançar um prêmio global para mulheres na ciência. Skipper foi a primeira mulher a se tornar editora-chefe da Nature nos 150 anos de história da revista, ao suceder Philip Campbell em maio de 2018.  Ela afirmou que pretende garantir que a ciência seja reprodutível e robusta, além de fazer mais para apoiar pesquisadores que estejam no início de suas carreiras.